# Ricardo Rey Polis
Ricardo Rey Polis (Lima, Perú, 1921 - Lima, 26 de diciembre de 2010) fue un ingeniero civil peruano. Primer Rector de la Universidad de Piura.

## Biografía
Hijo de Alfredo Rey Melgar y de Clotilde Polis Conroy. Luego de terminar sus estudios escolares manifestó un gran interés por la Medicina, pero finalmente decidió estudiar Ingeniería civil en la Pontificia Universidad Católica del Perú, para lo cual se preparó en el curso de verano de una academia, ingresando en el año de 1939. Luego del gran esfuerzo que ameritan siete años de estudios en la facultad, empezó a relacionarse con la docencia y se desempeñó como jefe de práctica en Geometría Analítica. Un año después tomó directamente las riendas de la docencia como profesor de Geometría Analítica y Nomografía. 
En abril de 1952, se casó con su prima Elsa Rey Elmore, hija de Rafael Rey Álvarez-Calderón y Graciela Elmore Letts. Tuvieron ocho hijos, entre ellos el ingeniero y exministro Rafael Rey Rey.
En 1957, fue nombrado decano de la Facultad de Ciencias e Ingeniería, coincidente con el 25.º Aniversario de la Universidad Católica, Rey Polis reunió a los exalumnos de Ingeniería con quienes coincidieron en la idea de un nuevo local hacia donde trasladarse. De este modo, con gran esfuerzo y dedicación, se gestó el traslado de la Facultad del antiguo local que se ubicaba en la esquina del Jirón Miro Quesada con la avenida Abancay, a los terrenos del Fundo Pando donados por José de la Riva-Agüero, en el Distrito de San Miguel.
Tuvo a su cargo el decanato en tres periodos, hasta 1966. Se construyó el pabellón A y los laboratorios frente al pabellón B. Luego sería convocado para constituir una universidad en Piura, llegando a ser el Primer Rector de la Universidad de Piura, Director del Instituto Nacional de Becas (INABEC) y Decano de la Escuela de Administración y Negocios (ESAN). En el año 2003 fue reconocido como exalumno distinguido por la Asociación de Egresados y Graduados de la Universidad Católica.
Falleció el 26 de diciembre del 2010, siendo velado en la iglesia del Sagrado Corazón de Jesús de Monterrico, y sepultado en el Cementerio Parque del Recuerdo de Lurín.